# Le Rapport Darty
Pour plus de détails, voir Fiche technique et Distribution.
Le Rapport Darty est un moyen métrage documentaire français réalisé par Jean-Luc Godard et Anne-Marie Miéville et sorti en 1989. Le film est photographié par le chef opérateur Hervé Duhamel.

## Synopsis
Il s'agit d'un film documentaire dans lequel Darty, une chaîne de magasins d'électroménager, demande à Nathanaël, un robot de 2000 ans (interprété par Jean-Luc Godard) et à une fille nommée Mademoiselle Clio de faire un reportage sur l'économie.

« Darty m'a commandé une enquête sur ses magasins. Il est venu me voir, moi Sherlock Holmes. Il m'a dit : " M. Holmes, on ne sait pas qui on est. On aimerait savoir où qu'on est, M. Holmes." Alors je vais prendre ma loupe et mon télescope. »

— JLG, Jean-Luc Godard : documents, Éd. Centre Pompidou, 2006

## Production et accueil
Après avoir tourné des publicités pour Nike comme Pue Lulla et des commandes comme celle de France Télécom avec Puissance de la parole ou celle du Figaro avec Le Dernier Mot, Jean-Luc Godard, accompagné d'Anne-Marie Miéville, accepte la commande de la célèbre enseigne Darty.
C'est pour les deux cinéastes un moyen de subvertir le projet en y instillant une forte dose d'ironie. Ils décrivent l'entreprise comme une sorte d'état dans l'état, où les employés conditionnés régurgitent des phrases toutes faites et des « garanties complémentaires de trois années à 690 francs » à des clientes âgées et vulnérables. C'est aussi l'occasion pour les deux personnages interprétés par Godard et Miéville de citer Karl Marx, Marcel Mauss, Pierre Clastres, John Locke, Georges Bataille, Jean-Jacques Rousseau avec des chansons de Léo Ferré comme Le Conditionnel de variétés, La Solitude et L'Oppression en fond sonore.
Comme il était prévisible, la direction de Darty cesse le financement en cours de production et c'est à JLG Films, la maison de production personnelle de Godard, de finir le film. Darty a ensuite continuellement cherché à empêcher ou limiter la diffusion du film.